# Darkan
Darkan är en ort i Australien. Den ligger i kommunen West Arthur och delstaten Western Australia, omkring 170 kilometer sydost om delstatshuvudstaden Perth. Antalet invånare är 203.
Trakten runt Darkan är nära nog obefolkad, med mindre än två invånare per kvadratkilometer..
Trakten runt Darkan består till största delen av jordbruksmark. Genomsnittlig årsnederbörd är 636 millimeter. Den regnigaste månaden är september, med i genomsnitt 127 mm nederbörd, och den torraste är februari, med 7 mm nederbörd.